# いきなり!黄金伝説。
『いきなり!黄金伝説。』（いきなり おうごんでんせつ）は、テレビ朝日および系列局で1998年10月6日から2016年9月22日まで毎週木曜日の19:00 - 20:00（JST）に放送されていたバラエティ番組。2001年10月18日から2013年5月30日まで19:54 - 20:00にミニ番組の『黄金伝説』も別途放送していた。
この番組の原点で、ココリコの冠番組でもあった『ココリコ黄金伝説』（ココリコ おうごんでんせつ）、『ココリコA級伝説』（ココリコ エイきゅうでんせつ）についてもここで述べる。

## 概要
司会のココリコをはじめとした芸能人たちが、「伝説」と銘打たれた過酷な企画に挑戦するというのが時期を問わずに共通する大枠の内容である。
2000年のゴールデン進出（「いきなり!黄金伝説。」）以降は、「1ヶ月1万円節約生活」や「○○で0円生活」、「いきなり!汚宅訪問。」といった名物企画を輩出し、視聴率も度々15%以上を記録するなど人気を得た。
1つの伝説・企画を2 - 3週かそれ以上に分けて放送することが多い。これはロケの収録やディレクターのオフライン編集作業に莫大な時間がかかるうえ、多忙な出演者やスタッフのスケジュール確保が難しいため。
日本PTA全国協議会による「親が子供に見せたくない番組」では2008年度以降、3年連続してランクインしている(2008年度・同率18位、2009年度・同率17位、2010年度・同率16位)。
2013年10月6日からCS放送テレ朝チャンネル1にて、深夜時代の企画が「ココリコ黄金伝説・A級伝説セレクション」として放送されている。

### 沿革
原点となった番組は1998年10月6日、毎週火曜日（月曜日深夜）1:00 - 1:30枠にて開始した『ココリコ黄金伝説』。ココリコの東京における初の冠番組だった。ココリコの2人が過酷なテーマにチャレンジして「伝説」を達成するという番組内容だった。後年にも行われる1週間指定された一品だけで食生活を送らなくてはならない過酷なチャレンジはこの当時から始まっている。この時代は、主に田中1人が伝説に挑戦していたが、遠藤も「一週間ガリだけを食べる男」という伝説に挑戦した。炎の消防隊という水をかけるミニコーナーがあった。
1999年4月5日からはネオバラエティ枠（毎週月曜日23:25 - 23:55）に進出して『ココリコA級伝説』と改題。この時代は、ココリコの2人で一緒に挑戦する伝説や遠藤vs田中の対決形式の伝説が登場した。
2000年4月18日から毎週火曜日19:00 - 19:54のゴールデンタイムに進出し、タイトルも「いきなり!黄金伝説。」に改題。この頃から、ココリコ以外の芸能人が挑戦する伝説・企画が多くなり、節約バトル中心になった頃にはメインだったココリコの存在意義は薄れてしまい、司会担当だけになっている。
2001年10月18日の放送分から木曜19:00 - 19:54枠に移動。この時期に後年、番組の存在に欠かせない人物となる濱口優が初めて伝説に挑戦した。
2003年11月頃からは、SPで高視聴率を獲得した「1ヶ月1万円節約生活」や「○○で0円生活」をレギュラー放送でもメイン企画として放送するようになった。濱口が海に潜ってモリで魚を獲った際の「獲ったどー!!」という独特の台詞や、「無人島0円生活」にて、よゐこにより小麦粉に水を加え練ったものを米粒大にちぎってリゾーニ状に成型する一連の作業を指す『チネる（小捻る）』という造語が誕生したのもこの時期である。
この頃は、「伝説」と銘打った企画はほとんど行われていなかったが、2004年12月30日に放送した「『伝説』総集編と田中直樹の新伝説」SPが18.0%と高視聴率だったことを受けて、2005年2月以降、「伝説」と銘打った企画が復活した。
2009年以降は、毎年年末（12月下旬）には、5〜6時間の拡大版が放送されていて、2014年12月25日には、18:00 - 翌0:05に当番組史上最長となる6時間5分の拡大版が放送された。ただし、末期の2015年には年末の拡大版は放送されず別の特別番組が放送された。
2009年10月に「VS嵐」、2012年10月に「プレバト!!」、2013年10月に「得する人損する人」の3番組が始まり、これらが人気を得始めてから、当番組は視聴率が低迷し、固定スポンサーも減少していった。結果、2016年9月22日放送の3時間スペシャルをもってレギュラー放送を終了。放送回数は『ココリコ黄金伝説』時代から通算して754回。最終回は過去の名場面を振り返る総集編として放送され、通算18年間の歴史に幕を閉じた。
終了後、木曜19時台にはそれまで日曜19時台に放送されていた『日本人の3割しか知らないこと くりぃむしちゅーのハナタカ!優越館』が枠移動した。また、当番組に代わるココリコ出演番組枠として、同年10月6日（5日深夜）より木曜0:15（水曜24:15）枠にて『なら≒デキ』が放送されており、番組終了時点のレギュラー出演者であった松居直美・タカアンドトシ・オードリーらは日曜10・11時台の新番組『帰れまサンデー（プラス）』に出演している。
2016年12月18日（日曜日）18:57 - 21:26には『いきなり!超過酷伝説。』のタイトルでレギュラー放送終了後初の特番が放送されたが、視聴率的に苦戦し、批判を呼ぶこともあり、この回以降行われていない。
番組終了後、オードリーがMCを務めるテレビ東京系列『あちこちオードリー』にココリコやタカアンドトシが出演した際、通常回・スペシャル回に関わらず放送内容の2〜3倍スタジオ収録がされていたがアンタッチャブル山崎のみ延々喋り続けていた事、スタジオ収録ではオープニングトークや出演者によるくだり・団体芸も行っていたが、ほとんど放送されなかった事が明かされている。

## 出演者

### 司会
- ココリコ

### レギュラー
- 濱口優（よゐこ）
- 山崎弘也（アンタッチャブル）
- タカアンドトシ
- オードリー
- 榊原郁恵
- 松居直美
- SHELLY

### 準レギュラー
- 有野晋哉（よゐこ）
- デカ盛三姉妹（小原正子・宇都宮まき・オジョー）
- デカ盛ピンチヒッター（藤田憲右・パッション屋良）
- 宮川大輔
- 北陽
- ロバート
- ギャル曽根
- ロッチ
- フルーツポンチ
- 我が家
- U字工事
- ハリセンボン
- 河本準一
- チュートリアル
- ローラ

### ゲスト
ほとんど普段バラエティ番組には出演する事のない著名人がテレビ朝日のドラマや最新映画などの宣伝として出演する事が多い。

### 途中降板した出演者
- 石井康太
- 矢部太郎
- ドロンズ石本
- 東貴博
- 飯尾和樹
- 波田陽区
- ふかわりょう
- 久本雅美
- 柴田英嗣（アンタッチャブル）ほか

レギュラーは自然降板であるが、ふかわと久本は卒業のVTRが流れた。

## 主な「伝説」・企画

### ○○だけで一週間過ごす男（コンビ）
「ココリコ黄金伝説」時代から行われている伝説。タイトル通り、1週間ある食べ物だけを食べて生活しなくてはならない。「ココリコ-」では田中が「うなぎパイ」、遠藤が「ガリ」で挑戦しいずれも伝説達成。「A級伝説」になってからは、「ニワトリの卵」（田中、『A級伝説』初回の企画）であれば卵を産む鶏、「ヤギの乳」（田中）であれば乳を出すヤギと、食料を生産する動物と同居するルールが追加された。ゴールデンタイムに放送時間帯を移動してからは『ビワ』『海苔』（田中）、『ニワトリの卵』『動物の乳』（ココリコ）、『うずらの卵』（やるせなす）、『もやし』（ふかわ）などに挑戦。また、2005年12月29日には、『トリの卵』(田中)で10日間この伝説に挑戦した。また、獲った『貝』だけ（チュートリアル）、獲った『ハチ』だけ（ロバート、アンタッチャブル、有吉弘行）を食べて生活するバージョンもある。
スピンオフ企画で、2010年1月10日放送の『SMAPがんばりますっ!! CHAN TO SHI NAI TO NE!スペシャル』では木村拓哉が4日間『年末年始「トマト」だけで乗り切る生活』に挑戦した。

#### 1週間で○○を食べきる男
「○○だけで一週間過ごす男」に食べる分量のノルマも加えられた上級版。食べる食べ物は、内容まで含めて全て番組が指定している（例えばクリームシチューであれば、『番組が指定した10種類のクリームシチューを50杯ずつ、計500杯完食でクリア』というルールであった）
- 「一週間でせんべい1000枚を食べきる男」

濱口の伝説初挑戦。口の中を煎餅の破片で切る等で苦戦し、825枚目でタイムアップ、伝説不達成に終わった。2007年4月5日放送のスペシャルでは、タカアンドトシが達成、弔いを成し遂げた。また、濱口は「せんべい1000枚」から2ヶ月後に「一週間で干物1000枚を食べきる男」に挑戦し伝説達成、せんべいの借りを返した。この1000枚のせんべいを食べきる挑戦は「濱キス」でも行われた（7人での挑戦、制限時間は2日間）。
- 「一週間でまんじゅう500個を食べきる男」

ふかわりょうが挑戦。428個でタイムアップ、伝説不達成に終わり、罰ゲームで一週間スケルトンハウス生活をすることになる。
- 「一週間でクリームシチュー500杯を食べきるコンビ」

くりぃむしちゅーが海砂利水魚から改名後、新しいコンビ名を世間に広めるために伝説に挑戦。468杯目でタイムアップ、伝説不達成に終わるも、2007年4月5日放送のスペシャルでは、アンタッチャブルが達成、弔いを成し遂げた。
また、期間無制限の代わりにマグロ一頭を食い尽くすまで終わらない『旬のマグロを一匹食べ尽くす旬なコンビ』（アンタッチャブル、オリエンタルラジオが挑戦）もある。

### ○○のメニューを全て食べきる男
「A級伝説」時代から行われている伝説。遠藤が『TVガイド』の取材で「A級芸人とは?」というインタビューに「レストランのメニューを全品注文できる」と答えたところから始まった。数日間指定されたお店に泊り込み、メインディッシュからサイドメニュー、ドリンク、季節限定メニューに至るまで全てのメニューを、記述順に飲食しなければならないという、非常に過酷なチャレンジ。このルールにより同じジャンルのメニューが立て続けに出てくるため（全く同じメニューのサイズ違いが出てくることもある）、遠藤は体力的及び精神的に大いに苦しめられる羽目に。毎回体重が挑戦前と比べ十数キロも増えていた。最初に挑戦したチェーン店はサンデーサン。また、制限時間が設定される場合もあり、伝説失敗の場合、店への迷惑料（飲食代金、従業員の給料）を遠藤の自腹で支払わなければいけない。後に「居酒屋」「カラオケボックス」と場所を移してシリーズ化された。
『いきなり!黄金伝説。』初回では、「ファミリーレストランの新メニューを全て食べきる男」と題して遠藤が再び挑戦した。以降は遠藤以外にも様々な芸能人が挑戦。内山信二が「高級中華料理店 宴華」、「和食ファミリーレストラン」、ドロンズ石本が「高級イタリア料理店」、山崎まさやが「超人気ケーキ店 アマンド」に挑戦した。また、遠藤・内山・石本の3人で「新横浜ラーメン博物館」において、3人でリレーしながら24時間以内に出店している9店、合計105品を食べきる伝説にも挑戦した。
その後、4年半もの間この企画がO.A.されなかったが、2006年より復活した。ロバートが「牛角」、「かっぱ寿司」、「かに道楽」、「くら寿司」「餃子の王将」の5店で、たむらけんじが、「炭火焼肉たむら」で、藤崎マーケットが「サーティワンアイスクリーム」で、はんにゃが「安楽亭」、オードリーが「サイゼリヤ」で、それぞれ伝説を達成させている。
2009年以降は編集と収録期間のコストカットのため、24時間以内に食い尽くすという条件付きになった。2010年8月頃から企業情報を流すようになったが、同局の『シルシルミシル』の特集ですでに紹介された物の使いまわしが多く、行く店舗も『もしものシミュレーションバラエティー お試しかっ!』の「帰れま10」で訪問済みの場所が多くなった。
オードリー加入後は、春日がビッグマウスを放ち、実際に挑戦するコーナーが恒例になった。

### いきなり!汚宅訪問。
社会問題となっているゴミ屋敷を訪問し、敷地にあふれているゴミを片付けさせてもらおうという企画。悪臭や害虫が湧いたり、ゴミ屋敷の住人から怒鳴られたりするなど、精神的にも肉体的にも過酷な企画だった。主にふかわりょうなどの若手芸人が担当し、合計26件の汚宅を訪問した。

### ○○で0円生活シリーズ
無人島や、山の中、離島などで食料を自ら調達をしてこなければならない（ただし調味料は事前に調達される）伝説。○○内には無人島、山の中が入る。主に濱口（スペシャル放送では有野と共に参戦）とタカアンドトシ、アンタッチャブル、チュートリアル、ボビー・アンディ兄弟、ロバート、川田＆庄司組、デカ盛り三姉妹がチャレンジをしている。
たたくなどのアクションをとる度に効果音を入れたり、動物がしゃべっている体でナレーションを入れる、獰猛な動物や魚が出てくるとCGでゲーム画面のような演出をする等、子どもを意識した漫画的・ゲーム的な編集・演出が散見された。
濱口の「離島で0円生活」では、調理台を兼ねた移動式の屋台と鶏のしゃくれのほか、ミニチュアホースのハマちゃん（声:田中真弓）、ブタのポーちゃん（声は「紅の豚」にちなんで森山周一郎）と共に行動をしている。「離島で0円生活」は濱口からすれば他の伝説に比べてかなり楽なようで、最後企画を締める時に、濱口が「全国の離島の方、是非僕に来て欲しい方、番組までご一報下さい。次に僕が来るのは、テレビの前の、あなたの島です!」などというお約束がある。ちなみに有野のパートナーのダイアナ(白馬のミニチュアホース)はハマちゃんの妻である（声：池田昌子→萩野志保子）。2010年2月4日の放送でハマちゃんとダイアナの子供「イブニング」が生まれたことが明らかとなった（メス。体色はハマちゃんの茶色とダイアナの白色の斑模様がある）。濱口は命名について「クリスマスイブの朝に生まれたから『イブ』と『モーニング』を合わせた」としている。
ブタのポーちゃんが2008年春の特番（伊豆大島編）で子ブタ3匹を産むというハプニングがあった。濱口は3匹をハラミ、ロース、黒毛和豚と名付けた。
2008年秋のSPでは収録時期に退院直後だった有野に変わり、少し前に有野と別企画を行ったつるの剛士がダイアナのパートナーとして参加。さらに新たなパートナーとしてエミューのエミュ男（声は肝付兼太）が加わった。
2010年2月11日放送の3時間SPでは有野&トシチームと濱口&タカチームで伊豆大島1周の離島0円生活をした。そして産休中のダイアナに代わって「クリス」が有野&トシチームのパートナーになった。
2010年7月1日放送では濱口&ウド鈴木チームと有野&天野ひろゆき風の人チームで奥尻島1周の離島0円生活をした。
2007年現在番組の特番は、主にこれをメインとした企画で放送している。特に2007年の大晦日には『紅白歌合戦』の裏時間帯に「2007年大みそか無人島0円生活」として放送された。内容は、よゐこの0円生活と2007年に活躍した人に招待状を送って無人島に招待する企画だった。
また2007年12月27日には、タカアンドトシ、ボビー・オロゴン兄弟、アンタッチャブルの3組が北と南と東に分かれて2泊3日の0円生活を番組史上初めて5時間スペシャルとして放送した。この時は、番組から指定された巨大生物を1つゲットしないと伝説が達成されないルールも追加された。唯一伝説を達成できなかったアンタッチャブルは期間を1日延長したが結局達成することはできなかった。
2008年4月3日には、バンダイナムコゲームスより「よゐこの無人島0円生活」をゲームにしたニンテンドーDS専用ソフト「とったど〜 よゐこの無人島生活。」が発売された。
2008年12月25日には4時間35分スペシャルを放送。今回はタカアンドトシとアンタッチャブルに加えて川田広樹・庄司智春組とデカ盛り三姉妹（小原正子、宇都宮まき、オジョー）が初参戦した。4組が東西南北に分かれて2泊3日のサバイバル生活をする中で、指定された幻の食材を入手すると伝説達成となる。川田＆庄司組とアンタッチャブルが伝説を達成。アンタッチャブルは昨年の挑戦と同様に八丈島へ向かい、昨年入手できなかった巨大カンパチも捕獲した。また2009年1月15日の放送でデカ盛り三姉妹も伝説を達成していたことが明らかになった。
2009年2月1日には、テレビ朝日開局50周年・特別番組の一環として、特に開局50周年の当日を担う番組として「よゐこの無人島0円生活スペシャル」を2時間30分にわたり放送。内容は2007年大晦日のSPと同様に、著名人50名に招待状を送り無人島に招待するというもので「いきなり!黄金伝説。」の看板は外されている。
併せて同年2月5日には同じく開局50周年・特番の一環として、二部構成によるスペシャルを放送。こちらは「いきなり!黄金伝説。」の看板が付いている。第1部は数年ぶりの復活企画となる「芸能人節約バトル・1ヶ月1万円生活」で、よゐこの濱口、ギャル曽根、友近の三名が参戦し、濱口が10回目の参戦でついに念願の優勝を果たした。第2部は「伝説名場面ベスト50」と題して、過去に放送されたものの中から視聴者アンケート等によるベスト50を発表した。第2部はレギュラー放送のスタジオながら、VTR部分を除けば司会のココリコのみの登場であった。
2009年9月17日放送分では「隣どうしの島でシャッフルサバイバル生活」と題してよゐことタカアンドトシが相方を変えて「濱口&タカ」「有野&トシ」チームに別れ、隣接する島でサバイバル生活をする。勝敗は一般女性100人にVTRを見せ、どちらと一緒に過ごしたいかを判定基準にボタンを押して選び、平行して個人戦も行われた。最初は濱口&タカが優勢だったが、有野&トシの島に忍び込んで小屋にあった味噌汁を盗み飲みする、ドラム缶風呂に勝手に入る等の愚行で票を落とし、逆に有野&トシは要領良く住まいと食料を調達して票を伸ばし、結果は81対19で有野&トシの勝ち。個人戦では有野72票、トシ15票、濱口7票、タカ6票となった。
2009年12月24日放送分は日本の東西南北へ行ってサバイバル生活を行った。オードリーは東京の島、ブラックマヨネーズは知床、タカ&トシは沖縄へそして今回はMCの田中直樹が久々に伝説チャレンジし山陰地方の島でそれぞれ伝説の食材を捕まえて、4組の中で1番良かった組を審査員が選ぶものだった。
2010年12月30日放送分でも、昨年同様、東西南北へ行ってサバイバル生活を行った。今回は，南がオードリー，西がタカトシ，北が新たに参戦したU字工事，東がブラマヨ，そして，田中は中央という分かれ方で，それぞれのチームの助っ人として、ミッツ・マングローブ、HIRO、楽しんご、ボビー・オロゴン、叶姉妹（すぐに帰ってしまい、はんにゃに変更された）が登場した。ちなみにオードリー以外は全員助っ人を呼んだが，オードリーだけは何故か最後まで呼ばなかったので3日間合流もできずに待機していたミッツがラストにクレームをつけに来てしまった。
2013年12月と2014年1月には「年末年始芸能人サバイバル大賞」として史上最長の10時間を3回に分かれて放送された。
冬季恒例の伝説として凍った湖の上で釣った魚だけで生活する企画もある。氷上で釣った魚だけで2泊3日の0円生活するというもの。なお、挑戦者はタカトシ、麒麟、ブラマヨ、NON STYLE等。M-1グランプリの王者、ファイナリストが伝説に挑戦することが多い（尚、2011年3月17日に笑い飯と中川家の釣り対決を放映する予定だったが、放映前の3月11日に起きた東日本大震災の影響によりお蔵入りとなった）。

### 節約バトルシリーズ
『いきなり!黄金伝説』初回から続く人気コーナー。

#### 1ヶ月1万円節約生活・1ヶ月1万円節約バトル
企画内容としては「芸能人が1か月間自宅以外のアパートやマンションに隔離され、光熱費・食費を1万円で生活させる」というものである。部屋については隣同士や近隣の場合もあれば全く別の場所で生活することもある。電気・ガス・水道については原則として1日毎にスタッフが徴収し、食事については各人が購入する。なお、食費については、食料を「拾う」「釣る」「飼育」「栽培」等を認めたことから、濱口は先述の鶏・しゃくれの生んだ卵を食料としたり、海で魚を獲ってくることもあった。これが、前述の「0円生活」の基礎にもなっている。
改編期の節約バトルでは、3時間スペシャルの翌週以降も2時間スペシャルを放送することがある。
当初は光熱費や水道代の節約など、生活全般に渡る節約生活が扱われていたが、やがて各々の挑戦者が披露する節約料理を中心に扱うようになった。調理器具や食器類、自転車は支給されており、移動交通費やアルミ箔や工作道具、新聞代等は計上されない。ただし水道やガスの代替となる物(シャワー代わりに購入した春日の「おしり拭き」、吉村の「携帯コンロ用ガスボンベ」など)は食材の購入と同様に計上される。
この企画の姉妹企画に「2泊3日モノマネしながら節約生活」（2011年10月27日・11月3日放送）もあり、予算は異なるが、ほかのルールは上記と同じ。
挑戦者同士の物々交換や貰うは認められており、村上が作った野草茶の茶葉を、濱口が卵を、春日が料理を分け与えた事例がある。
河西智美が途中で脱走してそのままリタイアになった事がある。その後、大家志津香と指原莉乃が挑戦表明したものの企画・番組終了により実現しなかった。
ルール
- 1か月の食費・光熱費[注釈 5] を1万円から払い、「節約バトル」の場合残金を最も多く残した者の勝利。「生活」の場合は1か月生活できれば達成。森永のみオール電化システム。
- 2013年4月25日放送分では電気代1khw=17.87円、ガス代1m3=153.14円、水道1m3=93円で計算されていた。
- 仕事などで外泊がある場合も、使用した光熱費が通常通り徴収されている。
- 「節約バトル」の場合、途中経過の発表がある。ルールで、負けている者が勝っている者の部屋を覗き食材の残量などの視察が可能。
- 仕事先で出された弁当や食料は食べられない。ただし自分で事前に作って仕事先で食べることは可能[注釈 6]。
- 食事は必ず3食摂るルールではないが[注釈 7]、食事内容に非常に問題があった場合はスタッフから厳重注意[注釈 8] が行われることがある。なお、挑戦者同士の食事交換やお裾分け、試食は認められている。
- 4人以上で対決する場合は、中間発表の際、一番残金が少なかった人がリタイアしなければならないというルールが導入されることもある。最終日まで生活できるのは僅か2人である。濱口はこのルールが頭に入っていないのか、ここで必ずと言っていい程脱落している。

歴代優勝者
1ヶ月1万円生活、最強No.1決定戦（スペシャル放送）に限る。
1. 2002年9月：橋本志穂
2. 2002年12月：大場久美子
3. 2003年9月 - 10月：中村由真
4. 2003年11月 - 12月：村上知子
5. 2004年2月 - 4月：久保恵子
6. 2004年10月 - 11月：三瓶
7. 2005年3月 - 4月：清水よし子
8. 2005年8月 - 10月：東てる美
9. 2009年2月5日：濱口優
10. 2010年秋：春日俊彰
11. 2011年2月 - 3月：上原美優
12. 2011年春：田村裕
13. 2011年夏：春日俊彰（2回目、この時の残金2,498円は歴代1位[注釈 9] ）
14. 2011年12月：道重さゆみ
15. 2012年2月：中田敦彦
16. 2012年6月：玉森裕太
17. 2012年11月：森永卓郎
18. 2013年4月：春日俊彰（3回目）

#### その他の節約バトル
- 「○○で１万円生活」-特殊な条件で1万円生活をしてもらう企画。ルールは上記と同じ。ただし、脱落・途中経過発表はない。光熱費を払えない等で1万円を使い切ったら終了。過去「男女2人で1万円生活」、「デブ三人組で1万円生活」、「家族3人で1万円生活」等。
- 「夫婦2人1週間1万円節約バトル」・「夫婦2人1週間5千円節約バトル」・「一家で1週間5千円節約バトル」-1ヶ月1万円生活の派生系で、夫婦、親子など二人が自宅以外のアパートに隔離され、光熱費、食費を5千円 - 1万円で一週間生活するというものである。それ以外のルールについては基本的に上記と同じだが、調味料の費用は計上されない事もあった。アパート等の場所については、一切公表されていない。
- 「芸能人節約料理バトル」-芸能人が節約料理人とバトルする企画。戦う相手は、挑戦者が決める。判定は「見た目の美しさ」、「美味しさ」、「節約度」の3つ。1人に勝てば1万円、2人に勝てば10万円(いずれもリタイアした際)、3人に勝てば100万円がもらえる。
- 「芸能人節約バトル究極の節約企画No.1決定戦」-2004年7月1日、2004年12月23日、2005年12月22日にスペシャル（第1回目は3時間、第2回目以降4時間）放送。さまざまな芸能人が体を張って、さまざまな企画に挑戦する。しかし視聴者代表100名が審査し、投票数の多かった上位いくつか（大抵は半分）しか放送されないオンエア権争奪バトル。

#### 節約バトルの主な挑戦者
- 中嶋ミチヨ - 1ヶ月1万円生活の最初の挑戦者。最終日に島崎和歌子のやらかしで光熱費で14円足りず伝説不達成に終わるも、2度目の挑戦で達成。当時のタイトルは「1ヶ月1万円で生活するアイドル」。
- 山口リエ -「1日3食とりながらダイエットするアイドル」。前述のルールに加えて1日3食作る事と体重を落とす事が達成条件だった。
- 森脇健児 - 北海道の焼尻島で節約生活を行う。船舶燃料もこの中から賄う。離島であるため食料はやや高め。海で魚を釣ったり、ドラム缶で風呂などを作り生活する。
- 渡辺裕太・前川紘毅 - ぼろ家をリフォームしながらの節約生活

- 上島竜兵・広川ひかる夫妻
- 佐々木健介・北斗晶夫妻
- 波田陽区・いとうまいこ
- たむらけんじ・飯尾和樹
- まちゃまちゃ・長州小力
- 竹山隆範親子 - 1週間で5000円生活
- 増田英彦親子 - 1週間で5000円生活
- ふかわりょう一家
- アンタッチャブル
- 三瓶・内山信二・HIRO - この企画は、3人での節約鍋生活で、この企画は鍋を使用し生活費が1万円を超えたら終了する企画であった。
- 大島美幸
- ボビー・オロゴン
- 友近
- 根本はるみ
- アドゴニー・ロロ
- ユージ
- いとうまいこ
- いとうあさこ
- 伊藤さおり
- 秋山竜次
- 藤森慎吾
- 楽しんご
- 森崎友紀
- 高橋茂雄
- 河西智美(途中リタイヤ)
- 吉村崇
- 北山宏光

他

#### BGM
- Money, Money, Money / ABBA（金額に関係するシーン等で流れる）
- ホルン協奏曲第1番 ニ長調 K.412(K.386b)より第1楽章/モーツァルト（序奏のみを使用。主に、1ヵ月1万円生活の企画にて、挑戦者が調理した食べ物の紹介の時に流れる）
- Rag Time On The Rag / 崎谷健次郎（台所で調理している場面で流れている音楽。コミカルなピアノ曲で、元来はテレビドラマ『成田離婚』（1997年、フジテレビ）のサウンドトラック。）
- 6つのウィーンソナチネより第1番の第4楽章 / モーツァルト（原曲は5つのディヴェルティメント 変ロ長調 K.Anh229/229a(K.439b)より第4番の第5楽章。ピアノ用に編曲された「6つのウィーンソナチネ」の方が有名で、当番組でもピアノ版が用いられているが、モーツァルトが編曲したものではない）
- The Bridge at Remagen（レマゲン鉄橋） / エルマー・バーンスタイン（濱口優のテーマ曲）
- 21st Century Schizoid Man / KING CRIMSON（全国ご当地デカ盛りのテーマ。原曲はキング・クリムゾン カバーはエントゥームド）
- 30番練習曲 Op.849より第1番、6番、10番、12番 / ツェルニー
- ピアノ協奏曲第5番「皇帝」 op.73より第1楽章 / ベートーヴェン（序奏のみを使用。主に、レストランなどの料理の紹介の時に流れる）
- ソナチネ第2番 ヘ長調 Anh.5より第2楽章 / ベートーヴェン
- 愛の喜び / クライスラー
- マズルカ第5番 変ロ長調 op.7-1 / ショパン
- アイネ・クライネ・ナハトムジーク K.525より第1楽章 / モーツァルト
- 小犬のワルツ / ショパン
- 舞踏への勧誘 / ウェーバー
- アルルの女第1組曲より第4曲「カリヨン」 / ビゼー
- 大河ドラマ「独眼竜政宗」オープニングテーマ曲 / 池辺晋一郎（後に使用されていないが、伝説達成時に冒頭35秒とラスト40秒が流れていた）

### その他の「伝説」
主に単発だったり、シリーズ化されているが、上記のものほど長期には渡らなかった伝説。

#### 「ココリコ黄金伝説」時代
野生の熊で熊手を作る男
初回放送の伝説で、田中が達成。
K-1をナメる男
マイク・ベルナルドをなめる伝説。失礼な田中の行為を、ベルナルドは優しく許した。
煙突の上で爆笑をとる男
オリジナルギャグを持たない田中が、ギャグ作りに挑む伝説。そこで生まれたギャグが「ワン、ツー、スリー、フォー、ファイブ。俺はお前が気に入った。」、ギャグと認められ伝説達成。
など。

#### 「ココリコA級伝説」時代
裸一貫から生放送を成功させる男
1999年末のSPで田中が挑戦、生放送の一週間前にテレビ朝日の駐車場にパンツ一枚で放置された田中が交渉で生活に必要な衣食等の確保や、スタッフへの協力を要請し、生放送本番で企画を成功させる伝説。生放送の企画は、マグロの着ぐるみ姿でテレビ朝日旧社屋にあった「ニッカ池」の上に張られた綱を渡る「ツナの綱渡り」。結果は、途中で綱から落ちて池へ落水、伝説不達成となった。
しかし、視聴率は13.0%を叩き出したことで結果的に生放送としては成功した。後に『A級伝説』最終回や『いきなり!黄金伝説』の初期で、リベンジの綱渡り企画が放送されるに至った。

#### 「いきなり!黄金伝説。」時代
大食いの賞金で日本縦断するカップル
モハメド ヨネと小原正子が鹿児島県から北海道まで賞金付きの大食いにチャレンジしながら、賞金を旅費にして日本最北端の地・宗谷岬を目指した。
後に、小原と新潟県から参戦した反町昭子で地元の大食いチャンピオンとの対決で勝ち進みながら北海道から鹿児島まで南下する「大食い対決で日本縦断する女」にも挑んだが、京都府で全敗し伝説は不達成となった。この時二人を破った山本晃也が新井和響とのエキシビジョンマッチでも勝利を収め、山本もこの番組をきっかけに『フードバトルクラブ』等の他局の番組にも進出した。
私生活の全てを見せきる男
『芸人は見られてなんぼ』をモットーに、遊園地などのレジャー施設に特設された、全面アクリルで作られた生活の全てが丸見えになっている衆人環視の部屋「スケルトンハウス」で、一定期間生活する。初代挑戦者のTIMは『私生活を全て公開する男』と題して3日間、第2弾はふかわりょうが1週間、第3弾はふかわりょう&濱口のペアで1週間挑戦した。昼間はもちろんのこと、夜間も一般人に観察されるため精神的に非常に過酷な伝説である（濱口は、黄金伝説でもっともキツかった企画として「スケルトン生活」をあげている）。
また、芸能人節約バトル内で『2人で1週間3000円公開生活』と題して、ふかわりょう&矢部太郎、東貴博&飯尾和樹のペアでスケルトンハウス内で節約バトルも行った。
本場の中華料理を極める男
田中が、本場中国の中華料理を極め、"中華料理検定"取得を目指す企画。修業の場は、中国伝統の中華料理店『日壇飯荘』。総料理長より課題が与えられ、それをクリアしていく形で修行を進めていった。キャベツの千切りや中華鍋の扱い方といった基本から特訓し、徐々にチャーハン、麻婆豆腐、火龍魚（火龙鱼）といった料理の課題も増えていった。また、上海で麺打ちにも挑戦し、検定試験に向けた田中の特訓は約1年に及ぶ長期企画となった。田中が受験した五級試験の概要は以下の通り。
- 規定料理6品、オリジナル料理2品、計8品を作らなければならない。
- 規定料理6品は約50種類の中華料理の中から選ばれ、試験当日に発表。
- 手際、色、形、味の4項目が採点対象。100点満点からの減点方式で80点以上が合格点となる。
- オリジナル料理では「創作性」も採点対象となる。

試験当日に発表された規定料理6品は、『麻婆豆腐』、『魚の細切りフライ炒め』、『牛乳の炒め物』、『5色スープ』、『チンゲン菜のあんかけ』、『チャーハン』。これを持ち時間30分で作り上げなければならず、田中は残り時間ギリギリで完成させる。オリジナル料理2品では、『田中特製シャンチェン（香橙）チャーハン』、『田中特製チーズの挟み揚げ甘酢あんかけ』を作成。試験の合否を確認するため、受験後日、再度『日壇飯荘』の料理長の下に向かった。結果は"合格"、中華料理検定試験五級合格の認定書が料理長から渡され伝説達成となった。
裸一貫から世界進出を果たす男
2002年初頭、以前に雑誌の対談で、遠藤が伝説へのコメントとして「もう海外にでも出て一からやり直してみたいですね」と発言したことが切っ掛けで伝説がスタート。言葉も通じない知り合いもいない台湾で、遠藤の誕生日、7月13日に5000人の観客を動員できる有名アーティストの証である台湾大学の体育館にてイベントを開いて頂き、観客5000人で体育館を一杯に出来たら伝説達成。
この企画内で遠藤は、台湾の芸能養成学校に在学していた黄鴻升（フォン・ホンセン）、陳柏霖（チェン・プォーリン）と遠藤の3人でアイドルグループ"Hao Chi 3"（好吃3）略して『HC3』を結成。ロックレコードを通して『我們是朋友』でCDデビューも果たした。
7月13日のイベント（コンサート）では、会場に5112人という大人数の観客が集まり、伝説達成となった。
凍った湖の上で釣った魚だけで極寒生活
2人一組で、凍った湖の上で、釣った魚だけで一定期間生活する伝説。
主な挑戦者は飯尾・矢部のペア、増田・竹山のペア、長州・HIROのペア、タカアンドトシ、ピース、麒麟。
トリ年にトリになって大トリを飾る男
2005年(トリ年)の大トリを飾るため、"トリ"にちなんだ伝説に遠藤が挑戦。遠藤自作の人力飛行機で、高さ10mの高台から飛び立ち、1km先のゴールを目指す。3ヶ月の準備期間を得て本番に臨んだが、本番当日、飛行機が高台から飛び出した瞬間、たった2秒で湖に落下し伝説不達成に終わった。
超人気御当地デカ盛りベスト10を美味しく食べ尽くす
事前オーディションで選ばれた芸人3人（藤田憲右、パッション屋良、小原正子、追加オーディションで宇都宮まき、オジョーも参加）がある御当地（東京都内、名古屋市等）のデカ盛りメニューベスト10の完食に挑む。
基本的に1品に対しては1人が挑み、他の2人は交代や補助をしてはいけない。ただし、余りにも分量が多いメニューの場合は、「ハイパーデカ盛りタイム」として最初から3人で協力して完食を目指す。
ベスト10を食い尽くす企画は派生企画が次々と誕生し、2泊3日0円生活と並ぶ主要企画となっている。
高速道路の超人気ご当地グルメを食べ尽くす
ギャル曽根が人気芸人とともに高速道路のSAとPAのレストランの人気グルメを食べる。それらのグルメをドライバーは食べることができなかったが、ルール改正により自腹で食べることが可能になった。
1回目は東名高速道路、2回目は中央自動車道、3回目は東北自動車道、4回目は西日本編で上郷SAから古賀SAまでのルート（山陰を除く）。
ギャル曽根はこれらの人気グルメを食べる以上に注文をしている。
有名駅弁を食べ尽くす
misonoと山崎静代が房総半島を一周して駅弁を食べたり、はるな愛が人気芸人と富士山麓を一周して駅弁を食べる企画。
カラオケで100点取るまで歌い続ける
カラオケボックスに軟禁された状態で、採点機で100点を取るまで歌い続ける伝説。食事をする時も、食べたい物が歌詞に入った歌を唄って90点以上取らなければならないなどの制限があった。
対決方式の時もあり、当初は90点以上取ると、「停電」（5分間、部屋が停電になるため何も歌えない）・「おばさん乱入」（5分間、おばさんと合部屋）
2006年に復活した「カラオケで100点取るまで歌い続ける芸能人対決」の結果
- 2006年11月30日 次長課長VS松本伊代&早見優：次長課長の勝利。
- 2007年1月18日 タカアンドトシVS松居直美&香田晋：松居&香田が勝利。

スピンオフ企画として、2010年1月10日放送の『SMAP☆がんばりますっ!! CHAN TO SHI NAI TO NE!スペシャル』では稲垣吾郎が24時間以内でカラオケ100点に挑戦した。
24時間戦国時代生活
草彅剛が映画『BALLAD 名もなき恋のうた』のイベントで「戦国時代の生活をしてみたい」という一言で実現。24時間自給自足の生活を送った。
しかし放送時間内にまとめるために多くのシーンをカットしてしまい、関東地区では9月21日14:00から「いきなり!黄金伝説。特別編　草彅剛の24時間戦国時代生活・完全版」として、2時間半の放送を行った（ただし、この放送は地域によって、放送時間が大小異なる）。
番組の最後は草彅の「今度慎吾と一緒に戦国時代より古い、縄文時代生活とかやってみたい!」の一言で終了した。
上記の発言を受け、2010年1月10日放送の『SMAPがんばりますっ!! CHAN TO SHI NAI TO NE!スペシャル』で、『戦国時代生活』のスピンオフ企画と言える『縄文時代生活』が行われ、香取慎吾がこの企画に挑戦する事が決定した。
小学生に人気の自由研究ベスト10
2008年8月に行われた。有野とつるのが夏休みの自由研究で人気のベスト10を10位から1位を全て行う企画だった。

#### いきなり!超過酷伝説。
2016年12月18日、黄金伝説の人気企画「1週間伝説」が特番で復活。
「1週間ティラミスだけを食べて生活」
挑戦者は平野ノラ。バブルの頃に流行したスイーツ「ティラミス」20kgだけで1週間生活。
「1週間池の上で釣った魚だけを食べて生活」
挑戦者はサンシャイン池崎。キャンプ場にある池の上で起床から就寝までの全てを1週間生活。1週間乗船したボートから降りられず、釣った魚だけしか食べることができない。池の水を携帯浄水器で浄水し、飲料水や料理に使用。ボートにはディレクターと2人、調味料は山椒のみ。その結果池崎の体重が5kg減った。
「1週間ヤギの乳だけで生活」
挑戦者は八木真澄。過去に田中が挑戦した「ヤギの乳だけで1週間生活」が17年ぶりに復活。牧場のヤギ小屋に住み込み、ヤギの乳だけを飲んで1週間生活。

## 不祥事
- 2002年9月4日放送分「いきなり!汚宅訪問。」コーナーで本来日本に生息していない外来種のルーセットオオコウモリが汚宅内に出現する場面があった。またテロップにはその後「自然に帰してあげました」と出ていた。コウモリに詳しい視聴者からBPOに指摘したことで発覚し、このルーセットオオコウモリは、担当ディレクターが動物プロダクションに籍を有する実写フィクション用のものをバラエティ番組に借用したやらせ行為であることをBPOに助言せざるを得なかったことで解決した[6]。
- 2007年12月13日放送分において、タカアンドトシがシロサバフグの肝臓を使った釜飯の作り方を紹介。番組ホームページでも同様の内容を流した。これに対し、厚生労働省から「食品安全上不適切な内容」であるとして健康被害の発生を防ぐ対策を講じるようにとBPO宛にFAXで送られた文書で指導した[7]。なお、シロサバフグは無毒であるが食品衛生法では、肝臓や卵巣など内臓についてはフグの種類にかかわらず全面的に食用禁止となっている。この結果、番組ホームページと翌週のエンディングで謝罪した。また、翌週の放送で本来最後に入るはずだった「全確保食材で作った釜飯」のシーンも材料にシロサバフグが入っている関係上すべてカットされタカトシが再会したところで終了した。なお、この不祥事の反省点からか第2回目の同企画では番組側で食材の情報を提供するという方式がとられている。

## 主なスタッフ
- ナレーション：平井誠一（メイン）、小林清志・立木文彦（スペシャル放送時）、森功至、萩野志保子、田中真弓、冨永みーな、田中良典　他
- 構成：高須光聖、鈴木おさむ、なかじまはじめ（一時期はチーフディレクター）、工藤ひろこ、飯塚大悟、坂田康子、佐双泰介、大平将貴、奥山聡紀、三浦智信、久保川きよみ、木崎正和
- TM：長谷川正和
- 技術：廣瀬義幸（以前はカメラ）
- カメラ：西村佳晃（以前は技術）、栗林克夫、渡辺晃一、関川常裕
- 音声：藤原賢治、猪俣 晃
- 映像：横山大将（カメラ担当回あり）、菅原功暉
- 照明：高木英紀
- ロケ技術 (TSP)：纐纈晃浩、辺見 洋、戸塚夏樹、七沢 甲、駒崎 肇、東城建彦、高本英慈、若原直幸、辻 明徳、高橋修平、朝橋怜緒、功刀康久、田島実一郎、佐藤隼人、林 義広、桑原伸行、牧野裕樹、中馬越直人
- 美術：井磧伸介（以前は美術デザイン）
- デザイン：濱野恭平
- 美術進行：山本和記
- 大道具：下田将貴、松岡美都司
- 電飾：川村浩太
- モニター：馬場俊朗（以前はマルチモニター）、南幅創太
- スタジオVR：中村 敦、平戸淳正、羽田野英治
- 美術協力：テレビ朝日クリエイト
- オンライン編集：下間俊樹、服部美里
- MA：松丸祐香（IMAGICA）
- 音響効果：小沼 圭
- TK：中里優子
- CG：森三平
- 協力：東京オフラインセンター
- 編成：吉冨大輔、西岡佐知子
- 宣伝：尾木実愛
- 企画協力：吉本興業（表記なし）
- 制作協力：メディア・バスターズ、東通企画、ViViA
- 制作スタッフ：箕田隼人、西元美幸(西元 → 以前はAP)、蛯名葉乙、ハヤシ、河渕力、上田健太、飯田美沙紀、友田岳士、鈴木鴻司、石塚美月、小田、渡邉咲紀、豊原誠也、星原圭裕、近谷奈生、森山晃暉、萩原わかな、有馬 歩、辻 敬太、池田政紀、藤原美里、奥田琢也、早川未来、金城桃子、若月将志、白井拓人、垣内佑太、坂入清美、山下瑛美、佐々木僚、伊藤敦基
- 制作進行：草柳孝司、木山達朗、杉田ちえみ(杉田→以前は制作スタッフ)
- アシスタントプロデューサー：福浦大祐、譲原 繁、大澤和宏、鈴木秀明
- ディレクター：寺島直樹（最終回はチーフディレクター）、高橋和博、上田一登、白井基教、高見慎哉、槇 雄介、菊地 翔、菊池芳枝、木庭史覚、上山健太郎、久保田裕介、佐藤宏樹、永井裕史、桑原正史、秋山秀人、鈴木闘人、宇都竜太、籾山裕太、北 圭吾
- 演出 (チーフディレクター・週変わり)：村上直行、前川 強、川添浩平、三枝健介
- プロデューサー：中野光春、倉島章二（一時離脱→復帰）、岩本浩一（以前はフロアディレクター）
- ゼネラルプロデューサー・演出：友寄隆英（番組中期以前はディレクター）
- 制作著作：テレビ朝日

### 過去のスタッフ
- プロデューサー・演出→チーフプロデューサー→企画：平城隆司
- ナレーション：田子千尋、平野義和
- 構成：中野俊成、都築浩、福田雄一、興津豪乃、渡辺鐘、細村卓也、山本太蔵、長谷川大雲

ココリコ黄金伝説
- プロデューサー：板橋順二
- ディレクター：田口マサキ、眞中博司、馬越崇史、制野慎太郎、佐宗威史、植木一実、井熊俊博、鈴木伸嘉、大庭進也、堀田康貴、松本洋平、尾形正喜、金島 豊、立澤哲也、宮澤義則、三浦大輔、蝦名奈月、奈良順也、杠 雅之、渡辺伸、熊川隆太
- アシスタントディレクター：中田麻紀子、宮本清彦、荒木 恵、宮本幸太
- 技術：辻稔（元スゥィッシュジャパン）

ココリコA級伝説
- 演出・プロデューサー→ゼネラルプロデューサー：寺田伸也
- プロデューサー→チーフプロデューサー：河口勇治
- プロデューサー：吉川昌克（後に編成担当）、奥川晃弘、西 新、荻野健太郎、酒巻正幸（東通企画）
- アシスタントプロデューサー：鈴木祐啓、立川伸太郎、岡野吐夢、中田智也、坂井宏爾、滑川親吾（滑川 → 以前はチーフディレクター）
- ディレクター：高橋章良、眞中博司、神崎啓太郎、小林賢一、おかむら（岡村勝久）、小柳 仁、荻野健太郎、風見昌弘、山崎典昭、小峰 智、浅賀善伸、大畠典彦、白井伸之、林 洋輔
- チーフディレクター：上高田和生
- 制作スタッフ：宮本清彦、木庭史覚、平川 南
- 制作進行：岩崎裕子
- 編成：松野良紀、林 雄一郎、宮田奈苗、遠藤華子、松瀬俊一郎、石田菜穂子、船引貴史、谷山沙要、吉村 周（吉村→一時離脱→復帰）
- 宣伝 (以前は広報と表記)：重松 愛、千葉晶子、下 恵子、加藤直美、高橋夏子
- TM：大島秀一、太田憲治（太田 → 以前はカメラ）、酒井秀一
- 技術：浅川英俊
- カメラ：中村義孝、小泉真由美
- 音声：早川憲一
- 映像：井上 亮、高田智子、小野田晴康、永洞栄子
- 照明：菅原 佑
- 美術：金原典代（以前は美術進行）
- 大道具：金子 純
- 小道具：相澤潤一郎
- 電飾：黒野ケンタロウ
- マルチモニター：前島亮二
- CG：福田隆之 ／ 森山ヒロカズ（オフィス・ディー・レンジ → 森三平）
- ロケ技術 (東通)：川本充彦、望月浩二郎、西尾明芳、小関邦彦、斎藤和彦、宮城一馬、我喜屋大輔、佐藤孝夫
- オンライン編集：石井謙作、柳本浩一、森口達也、鈴木大助、村田 禪、松本健作
- MA：岩野博昭、小田 崇、阿左美茂樹、内藤憲司、福嶋由幸、西尾綾子（IMAGICA）
- 技術協力：北陸メディアセンター
- 制作協力：ビジュアルボイス、ザビック

## ミニ番組
19:54 - 20:00にミニ番組（別番組扱い）が放送されていた。2005年3月までは『いきなり!A級伝説。』として関東ローカルで次週の予告放送がされていたが、2005年4月から2010年9月までは北海道テレビにもネットされ、『伝説斬り』に、そして2006年4月からは『黄金伝説』になった。内容は2011年現在、本編の続きや裏話、次回予告など。厳密な放送時間は19:55:00 - 19:56:30で、19:56:30 - 19:57:00は次番組の予告が流れる。また2010年8月からは次番組へのクロスプログラム前の台詞が、19:52:45から当番組内の19:56:25に移動した。字幕放送。2013年現在のネット局はテレビ朝日、北海道テレビ、岩手朝日テレビ、大分朝日放送の4局である。
なお2012年10月以降、通常20:00開始の『木曜ミステリー』がテレビ朝日ほか一部系列局において19:58開始となる場合にはこのミニ番組を休止とし、『いきなり!黄金伝説』を19:58まで延長放送する。ただし『木曜ミステリー』を20:00で飛び乗り放送する系列局では、『いきなり!黄金伝説』は通常通り19:54までの（飛び降り）放送となる。
2013年5月30日をもって終了し、翌週の同年6月6日以降 は『木曜ミステリー』 がテレビ朝日ほか一部系列局において19:58開始となったことにより、本編『いきなり!黄金伝説』は通常時19:58までの放送に変更となる。ただし、『木曜ミステリー』を20:00で飛び乗り放送する系列局では、『いきなり!黄金伝説』は従前通り19:54までの（飛び降り）放送となる。
2015年4月30日からは、『木曜ミステリー』が再び20:00開始に戻るため当番組はさらに2分拡大し、20:00までの放送となった（本番組のミニ枠が復活したのではなく、本編が60分になった）。
2015年10月15日、2016年1月14日、4月14日は、ミニ番組『世界の街道をゆく』を19:54 - 20:00に繰り上げるため、全局で19:54終了。

## 各地の放送時間
| 放送地域       | 放送局             | 系列           | 放送日時           | ネット状況                |
| -------------- | ------------------ | -------------- | ------------------ | ------------------------- |
| 関東広域圏     | テレビ朝日         | テレビ朝日系列 | 木曜 19:00 - 20:00 | 制作局                    |
| 北海道         | 北海道テレビ       | テレビ朝日系列 | 木曜 19:00 - 19:54 | 末尾6分を除いて同時ネット |
| 青森県         | 青森朝日放送       | テレビ朝日系列 | 木曜 19:00 - 19:54 | 末尾6分を除いて同時ネット |
| 岩手県         | 岩手朝日テレビ     | テレビ朝日系列 | 木曜 19:00 - 19:54 | 末尾6分を除いて同時ネット |
| 宮城県         | 東日本放送         | テレビ朝日系列 | 木曜 19:00 - 19:54 | 末尾6分を除いて同時ネット |
| 秋田県         | 秋田朝日放送       | テレビ朝日系列 | 木曜 19:00 - 19:54 | 末尾6分を除いて同時ネット |
| 山形県         | 山形テレビ         | テレビ朝日系列 | 木曜 19:00 - 19:54 | 末尾6分を除いて同時ネット |
| 福島県         | 福島放送           | テレビ朝日系列 | 木曜 19:00 - 19:54 | 末尾6分を除いて同時ネット |
| 新潟県         | 新潟テレビ21       | テレビ朝日系列 | 木曜 19:00 - 19:54 | 末尾6分を除いて同時ネット |
| 長野県         | 長野朝日放送       | テレビ朝日系列 | 木曜 19:00 - 19:54 | 末尾6分を除いて同時ネット |
| 静岡県         | 静岡朝日テレビ     | テレビ朝日系列 | 木曜 19:00 - 19:54 | 末尾6分を除いて同時ネット |
| 石川県         | 北陸朝日放送       | テレビ朝日系列 | 木曜 19:00 - 19:54 | 末尾6分を除いて同時ネット |
| 中京広域圏     | 名古屋テレビ       | テレビ朝日系列 | 木曜 19:00 - 19:54 | 末尾6分を除いて同時ネット |
| 近畿広域圏     | 朝日放送           | テレビ朝日系列 | 木曜 19:00 - 19:54 | 末尾6分を除いて同時ネット |
| 広島県         | 広島ホームテレビ   | テレビ朝日系列 | 木曜 19:00 - 19:54 | 末尾6分を除いて同時ネット |
| 山口県         | 山口朝日放送       | テレビ朝日系列 | 木曜 19:00 - 19:54 | 末尾6分を除いて同時ネット |
| 香川県・岡山県 | 瀬戸内海放送       | テレビ朝日系列 | 木曜 19:00 - 19:54 | 末尾6分を除いて同時ネット |
| 愛媛県         | 愛媛朝日テレビ     | テレビ朝日系列 | 木曜 19:00 - 19:54 | 末尾6分を除いて同時ネット |
| 福岡県         | 九州朝日放送       | テレビ朝日系列 | 木曜 19:00 - 19:54 | 末尾6分を除いて同時ネット |
| 長崎県         | 長崎文化放送       | テレビ朝日系列 | 木曜 19:00 - 19:54 | 末尾6分を除いて同時ネット |
| 熊本県         | 熊本朝日放送       | テレビ朝日系列 | 木曜 19:00 - 19:54 | 末尾6分を除いて同時ネット |
| 大分県         | 大分朝日放送       | テレビ朝日系列 | 木曜 19:00 - 19:54 | 末尾6分を除いて同時ネット |
| 鹿児島県       | 鹿児島放送         | テレビ朝日系列 | 木曜 19:00 - 19:54 | 末尾6分を除いて同時ネット |
| 沖縄県         | 琉球朝日放送       | テレビ朝日系列 | 木曜 19:00 - 19:54 | 末尾6分を除いて同時ネット |
| 富山県         | チューリップテレビ | TBS系列        | 日曜 14:00 - 14:55 | 遅れネット                |
| 島根県・鳥取県 | 山陰放送           | TBS系列        | 水曜 20:00 - 20:54 | 遅れネット                |
| 高知県         | テレビ高知         | TBS系列        | 日曜 13:00 - 13:54 | 遅れネット                |
| 宮崎県         | 宮崎放送           | TBS系列        | 土曜 14:00 - 14:54 | 遅れネット                |

かつてネットしていた局
- 四国放送（日本テレビ系列、2008年9月に打ち切り）
- 北日本放送（日本テレビ系列、2006年9月に打ち切り）

※この他、アメリカ・ハワイ州では、地上波放送局KIKU-TVを通じ、2009年から"Cocoriko"というタイトルで、全編英語字幕付きで放送されている。
変遷
| 放送期間   | 放送期間  | タイトル            | 放送曜日 | 放送時間（JST）       |
| ---------- | --------- | ------------------- | -------- | --------------------- |
| 1998.10.6  | 1999.3.30 | ココリコ黄金伝説    | 火曜日   | 1:00 - 1:30（30分）   |
| 1999.4.5   | 2000.3.27 | ココリコA級伝説     | 月曜日   | 23:25 - 23:55（30分） |
| 2000.4.18  | 2001.9.11 | いきなり!黄金伝説。 | 火曜日   | 19:00 - 19:54（54分） |
| 2001.10.18 | 2013.5.30 | いきなり!黄金伝説。 | 木曜日   | 19:00 - 19:54（54分） |
| 2013.6.6   | 2015.4.23 | いきなり!黄金伝説。 | 木曜日   | 19:00 - 19:58（58分） |
| 2015.4.30  | 2016.9.22 | いきなり!黄金伝説。 | 木曜日   | 19:00 - 20:00（60分） |

## DVD
- ココリコ黄金伝説（2013年12月18日発売）
- ココリコA級伝説（2013年12月18日発売）